# Saint-Laurent-du-Mottay
Saint-Laurent-du-Mottay là một xã thuộc tỉnh Maine-et-Loire trong vùng Pays de la Loire phía tây nước Pháp. Xã này nằm ở khu vực có độ cao trung bình 70 mét trên mực nước biển.